# Томо Будисављевић
Томо племенити Будисављевић — Приједорски,(Лика, 1750 — 19. април 1825) био је српски православни свештеник - протојереј, граничар и син аустријског племића Марка Будисављевића. Потиче из угледне личке фамилије Будисављевић.

## Биографија
Школовао се у чувеној Виличкој школи, и рано је примио парохију у Крбавском селу Јошане, до 1805, да би од 1814. па до смрти 1825. године, заузимао положај протопрезвитера личког. Уживао је велики углед код парохијана и у презвитерату. Постоји предање да је Тома прије подне обављао службу у цркви, а касније предводио чету Крајишника у четовању против Турака.
Са оцем Марком, братом Петром (који касније, 1805, гине код Вероне у Наполеоновој војсци), још девет Будисављевића и око 500 граничара учествовао је у рату између Аустрије и Турске 1787. године. Потукли су турску војску код Кључа и Приједора и због тога им отац од цара добија племићки чин, са придјевком Приједорски. На титулу су имали право и потомци. У Музеју Српске православне цркве у Београду чува се циркуларни протокол проте Томе од 1820. до 1824. Портрет Томе Будисављевића, који је насликао Павел Ђурковић, дат је касније Милутину Тесли. Био је прадјед Николе Тесле, јер је његова ћерка Софија била Теслина бака по мајци, Георгина Тесла. У књизи Преписка Ђенерала Будислава Будисављевића из 1911. је сачувано једно писмо проте Милутина Тесле од 2/14. јула 1874, сину генерала Буде, Александру. У писму, поред осталог стоји и ово: Супруга моја, унука Кавалира Проте Будисављевића, твоја сродница, добро се држи и мило те поздравља... Дјеце имам, једног сина (Николу) који је свршио вишу реалку, и три кћери од којих једна се скоро удала у добру кућу, незнам још, ’оћели јој муж бити беамтер или попо! Сад мој драги пјесниче, ја Ти срдачно захваљујем на стиховима и братској честитки! Остајем љубећи Те у духу и поздрављајући. Твој ревни поштоватељ и брат Милутин Тесла, Протопр. намјестник.  Одликован је од Наполеона, орденом Легије части, витешким крстом почасне легије.
Постоји и прича да је Наполеон лично 1811. одликовао проту Тому. Пошто је добио орден реда кавалира, и у наведеном писму је назван кавалиром. На портрету се види и тај орден. Још два одликовања (малу златну медаљу за заслуге) Томо је примио од аустријског цара Франца II.